# Mandé Sidibé
Mandé Sidibé (* 20. Januar 1940 in Bafoulabé; † 25. August 2009 in Paris) war ein Wirtschaftswissenschaftler und Politiker in Mali. Er war von 2000 bis 2002 Premierminister des Landes und von 2006 bis 2009 Vorstandsvorsitzender der Ecobank. 

## Leben
Sidibé wurde in Bafoulabé im Südwesten Malis geboren und wuchs in Bamako auf. 1959 verließ er Mali und studierte in Bordeaux und Paris Wirtschaftswissenschaften. Nachdem er 1965 seinen Abschluss an der Universität von Paris bekommen hatte, verließ er Frankreich und kehrte zurück nach Mali.
Mandé Sidibé ist der Bruder von Modibo Sidibé, der auch in die malische Politik ging und zwischen 2007 und 2011 ebenfalls Premierminister von Mali war.

## Karriere
Nach Abschluss seines Studiums begann Sidibé für die malische Staatsbank Bank of the Republic of Mali (BRM) zu arbeiten. Im Jahr 1969 wechselte er in das Afrika Department des Internationalen Währungsfonds (IWF), wo er in der Folge bis zum Leiter des Afrika Departments aufstieg.
Sidibé verließ den IWF 1985 und wechselte zur Westafrikanischen Zentralbank (UEMOA). Nachdem er zwischen 1992 und 1995 Leiter der Abteilung Mali bei der UEMOA war, wurde er 1996 Berater des damaligen malischen Präsidenten Alpha Oumar Konaré. Konaré war es auch, der Sidibé im Jahr 2000 zum Premierminister von Mali ernannte, nachdem Ibrahim Boubacar Keïta als selbiger zurückgetreten war. Dieses Amt bekleidete er bis zu den Präsidentschaftswahlen 2002, bei denen Sidibé für das Amt des Präsidenten kandidierte jedoch an Amadou Toumani Touré scheiterte.
Nach seinem Rückzug aus der Politik arbeitete Mandé Sidibé ab 2003 für die Ecobank Transnational Incorporated (ETI), einer afrikanischen Bank, die in mehr als 25 afrikanischen Ländern aktiv ist. Von 2006 bis zu seinem Tod am 25. August 2009 war er Vorstandsvorsitzender der Ecobank. 
Sidibé starb im Alter von 69 Jahren an den Folgen einer Krankheit.